# محمدحسن میرزا معتضدالدوله

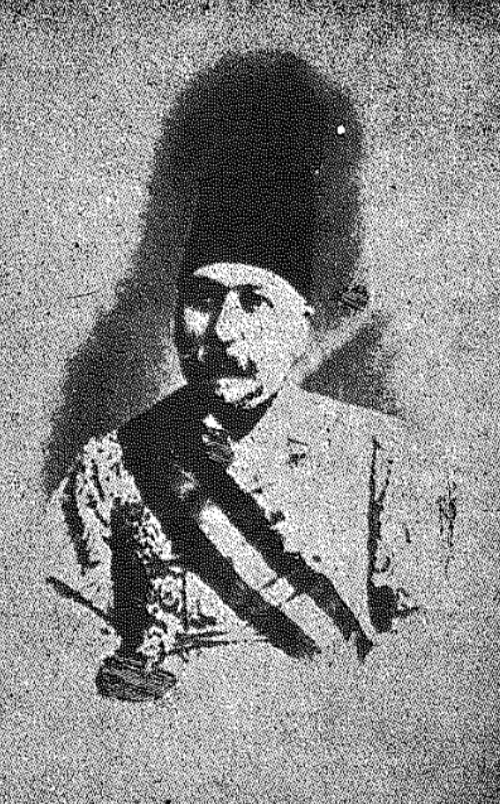
محمدحسن میرزا معتضدالدوله

محمدحسن میرزا معتضدالدوله (درگذشت ۱۳۱۹ قمری) نویسنده و شاهزاده قاجار و پدرزن ناصرالدین‌شاه قاجار بود. 

## زندگی‌نامه
او از طرف پدرش مهدی‌قلی میرزا، حاکم مازندران، نوه عباس میرزا پسر چهارم و ولیعهد فتحعلیشاه قاجار، شمرده می‌شد.
محمدحسن میرزا در ۱۳۰۳ قمری ملقب به حشمت‌السلطنه شد و در سال ۱۳۱۰ قمری لقب معتضدالدوله یافت. او همچنین تا این سال حاکم بلوچستان و کرمان و بم و نرماشیر بود و بعدها حکومت ارومیه را گرفت که آخرین سمت او محسوب می‌شود.
با مرگ او لقبش را به میرزا احمدخان وزیری دادند و او نیز چون درگذشت، این لقب نصیب محمدتقی میرزا پسر محمدحسن میرزا گردید.

## زندگی شخصی
معتضدالدوله چند ازدواج کرد. فرزند اولش مریم خانم معروف به شاهزاده‌خانم و ملقب به توران‌السلطنه با ناصرالدین‌شاه ازدواج کرد. معتضدالدوله چندین پسر و دختر دیگر هم داشت از جمله نیم‌تاج‌ خانم معتضدی ملقب به عفت‌السلطنه، محمدتقی میرزا معتضدی، عباس میرزا، حمید میرزا، محمدمهدی محوی (ابتهاج‌السلطان) و حسین میرزا ظهیرالسلطان. خانواده‌های معتضدی، والا، محوی و حمیدی قاجار به او منتسب هستند.

## فعالیت ادبی
معتضدالدوله یکی از کسانی است که به بازنویسی رساله تأدیب النساء دست زدند. اصل این رساله اثر عمو و پدرزن معتضدالدوله خانلر میرزا بوده است و علت ماندگاری آن جوابیه مشهوری است به نام  معایب‌الرجال که بی‌بی خانم استرآبادی در اعتراض به آن به نگارش درآورد.